# Young-féle kétréses kísérlet
A Young-féle kétréses kísérlet az a vizsgálat, melynek révén tisztázódott a fény, mint fizikai entitás mibenléte. A kísérletet Thomas Young angol polihisztor végezte el, ennek révén véget vetett az évszázados vitának Newton és Huygens tábora és követői között. A kísérlet egyszerű megvalósíthatósága és látványossága miatt a mai napig a népszerűsítő média egyik alapvető eleme.

## Előtörténet
A fény mibenléte azóta foglalkoztatta az embert, hogy a késő ókori, kora középkori arab tudósok munkássága révén világossá vált az anyagi természete. Az ókorban ugyanis úgy vélték, hogy az emberi látás a szemből kiinduló láthatatlan, anyagtalan „csápok“ tapogatózása révén történik. Ennek maradványa a minden nyelvben meglévő „szemmel verés“ vagy „szúrós tekintet“ kifejezések.
A fény, mint anyag viselkedésére elsők között Isaac Newton adott magyarázatot. Szerinte a fény apró részecskék, korpuszkulák áramlása. Ezzel sikerült megmagyarázni a fényvisszaverődés törvényeit, ellenben az általa felfedezett Newton-gyűrűket illetve a spektrumot nem.
Christiaan Huygens ellenben a fényt olyasféle hullámzó áramlásnak tekintette, mint a víz mozgása. Ezzel ugyan a szivárványt lehetett magyarázni, illetve a színeket, azonban a visszaverődést nem. Arra sem tudott magyarázatot adni, hogy tulajdonképpen mi is hullámzik.

## A kísérlet
A hullámokra jellemző elhajlási és interferenciajelenségek kimutatására tett kísérletek rendre kudarcot vallottak, szintúgy a részecskék megfigyelésére tett erőfeszítések. Ugyanakkor a korpuszkuláris elmélet egyes előrejelzéseit sem sikerült megfigyelni, így a kérdés 1820-ig eldöntetlen maradt. Ennek oka már akkor is nyilvánvaló volt: a kísérleti eszközök érzékenysége meglehetősen alacsony volt az észlelni kívánt hatásokhoz. Elsőként a 19. században nyílt lehetőség a kérdést eldönteni.

### Elvégzése
A fény egy olyan ernyőn bocsájtjuk keresztül, amin két vékony rés található, egymástól {\displaystyle d} távolságra. Ha {\displaystyle d\sim \lambda }, ahol {\displaystyle \lambda } a felhasznált fény hullámhossza, akkor a résektől {\displaystyle l} távolságra lévő ernyőn interferenciajelenséget tapasztalhatunk.
A réssel szemben láthatunk egy világos foltot vagy vonalat, valamint a felhasznált fény erősségétől függően még továbbiakat erre szimmetrikusan. Ezek alapján állítható, hogy a fény hullámtulajdonságokkal rendelkezik. A kísérletet egyszínű fénnyel végezzük el. Ha a forrás fehér fényű, akkor fényes és sötét foltok helyett színeseket fogunk látni, mert az egyes színeknek a hullámhosszuk függvényében más és más pontokon lesz maximális az erősítése.
A kísérlet elvégezhető olyan módon is, hogy két rés helyett egy üveglapon ejtett vékony karcolást használunk. A kísérlet lényege ugyanis a rések közötti elválasztó test két oldaláról útkülönbséggel beeső fénysugarak interferenciája. Ha több karcolást ejtünk, a jelenség is erősebb, látványosabb lesz.

### Analízis
Ha a fény egyedi részecskék, korpuszkulák árama lenne, akkor azok a két résen áthaladva egymással nem tudnának kölcsönhatásba lépni. Ebben az esetben tehát az ernyőn a két rés egymástól független képe, két fényes csík látszódna. Ez némileg kiszélesedik, ha figyelembe vesszük a fényforrás helyzetét és a réseken keresztül elérhető térszöget. Ugyanezt tapasztalhatjuk akkor is, ha a rések távolsága lényegesen nagyobb, mint a megvilágító fény hullámhossza. A résekből kiinduló fénysugarak útkülönbsége adott {\displaystyle \alpha } szög esetén
{\displaystyle \Delta =d\sin \alpha ,}
ahol {\displaystyle d} a rések szélessége. Erősítést először ott tapasztalunk, ahol {\displaystyle \Delta =\lambda }, azaz az útkülönbség egy hullámhossznyi. Ha a szélesség a hullámhossz nagyságrendjébe esik, akkor {\displaystyle \sin \alpha \in ]0,1;1]}, azaz {\displaystyle \alpha \in ]5,73^{\circ };90^{\circ }]} között van. Ez egy nagyjából 1 méterre lévő ernyő esetében mintegy 10 cm-es eltérést jelent. Ha a szélesség egy nagyságrenddel nagyobb, akkor már az eltérés csak centiméteres, körülbelül ekkora a fényfolt kiterjedése is, azaz a szomszédos foltok már összefolynak. A korpuszkuláris elmélet tehát közvetlenül így nem igazolható és nem is cáfolható.
Ha a fény hullámtermészetű, akkor a két rés a Huygens–Fresnel-elvnek megfelelően hullámforrásként viselkedik, a gerjesztő sugárzás miatt pedig koherens forrásként. Ez az interferencia feltétele. A fenti paraméterek esetén tehát ha két fényfolt helyett a rések árnyékában egy világos foltot látunk, valamint rá szimmetrikusan további foltokat, akkor az biztosan hullámjelenség következtében jött létre.
Ez alapján tehát a fény hullámtermészete beigazolódott.
A kísérlet eredménye felhasználható a megvilágító fény hullámhosszának a meghatározására. 

### Utóélet
A kétrés-kísérletet felhasználták a Louis de Broglie által megjósolt anyaghullámok kimutatására, habár nehezebb részecskék esetén a kristályokon való szóródás jobb eredményt ad.
Albert Einstein 1905-ben a fényelektromos jelenséget a fény korpuszkuláris elméletével magyarázta, sikerrel. Ez alapján megfogalmazhatóvá vált a fény kettős természete. Így tehát Young után nem egészen száz évvel végül sikerült mindkét fizikusnak igazságot szolgáltatni: mind Newtonnak, mind Huygensnek az elmélete helyes.
A kísérletet vizsgálták abból a szempontból is, hogy alacsony intenzitások esetén milyen eredményt szolgáltat. A jelek szerint olyan alacsony intenzitás esetén is, amikor praktikusan csak egyetlen foton tartózkodik egyszerre a berendezésben, az interfereciamintázat még mindig kialakul. Ez a klasszikus fizika keretein belül végképp nem magyarázható esemény.

## Populáris hatások
A kísérletet a kvantummechanikai ismeretterjesztés során bevezető jelenségként szokták elővenni. Ezen kívül egyes mémekben is előfordul, főleg a kísérlet kimenetele.